# Australian Open 1973
Die 61. Australian Open 1973 waren ein Tennis-Rasenplatzturnier der Klasse Grand Slam, das von der ILTF veranstaltet wurde. Es fand vom 26. Dezember 1972 bis zum 1. Januar 1973 in Melbourne, Australien statt.
Titelverteidiger im Einzel waren Ken Rosewall bei den Herren sowie Virginia Wade bei den Damen. Im Herrendoppel waren Owen Davidson und Ken Rosewall, im Damendoppel Kerry Harris und Helen Gourlay die Titelverteidiger.

## Herreneinzel

### Setzliste
| Nr. | Spieler             | Erreichte Runde |
| --- | ------------------- | --------------- |
| 01. | Ken Rosewall        | 2. Runde        |
| 02. | John Newcombe       | Sieg            |
| 03. | Mal Anderson        | 2. Runde        |
| 04. | Alexander Metreweli | Viertelfinale   |
| 05. | Geoff Masters       | Achtelfinale    |
| 06. | John Alexander      | 2. Runde        |

| Nr. | Spieler              | Erreichte Runde |
| --- | -------------------- | --------------- |
| 07. | Colin Dibley         | 2. Runde        |
| 08. | Allan Stone          | Achtelfinale    |
| 09. | Barry Phillips-Moore | 2. Runde        |
| 10. | Bob Carmichael       | Viertelfinale   |
| 11. | Patrick Proisy       | Halbfinale      |
| 12. | Onny Parun           | Finale          |

## Dameneinzel

### Setzliste
| Nr. | Spielerin        | Erreichte Runde |
| --- | ---------------- | --------------- |
| 01. | Margaret Court   | Sieg            |
| 02. | Evonne Goolagong | Finale          |
| 03. | Virginia Wade    | Viertelfinale   |
| 04. | Kerry Melville   | Halbfinale      |
| 05. | Patricia Coleman | 2. Runde        |
| 06. | Kazuko Sawamatsu | Halbfinale      |

| Nr. | Spielerin          | Erreichte Runde |
| --- | ------------------ | --------------- |
| 07. | Kerry Harris       | Viertelfinale   |
| 08. | Karen Krantzcke    | Viertelfinale   |
| 09. | Eugenia Birioukova | Achtelfinale    |
| 10. | Barbara Hawcroft   | Achtelfinale    |
| 11. | Marilyn Tesch      | Achtelfinale    |
| 12. | Janet Young        | 2. Runde        |

## Herrendoppel

### Setzliste
| Nr. | Paarung                    | Erreichte Runde |
| --- | -------------------------- | --------------- |
| 01. | Mal Anderson John Newcombe | Sieg            |
| 02. | John Alexander Phil Dent   | Finale          |
| 03. | Ross Case Geoff Masters    | Halbfinale      |
| 04. | John Cooper Colin Dibley   | Viertelfinale   |

| Nr. | Paarung                              | Erreichte Runde |
| --- | ------------------------------------ | --------------- |
| 05. | Teimuras Kakulia Alexander Metreweli | Halbfinale      |
| 06. | Bob Carmichael Allan Stone           | Viertelfinale   |
| 07. | Onny Parun Barry Phillips-Moore      | Achtelfinale    |
| 08. | Bill Bowrey Dick Crealy              | Viertelfinale   |

## Damendoppel

### Setzliste
| Nr. | Paarung                            | Erreichte Runde |
| --- | ---------------------------------- | --------------- |
| 01. | Margaret Court Virginia Wade       | Sieg            |
| 02. | Evonne Goolagong Janet Young       | Halbfinale      |
| 03. | Kerry Harris Kerry Melville        | Finale          |
| 04. | Eugenia Birioukova Karen Krantzcke | Viertelfinale   |

## Mixed
Zwischen 1970 und 1986 wurden keine Mixed-Wettbewerbe bei den Australian Open ausgetragen.